# جامعة العاصمة
جامعة العاصمة الإدارية هي جامعة حكومية مصرية، أنشئت بقرار المجلس الأعلى للجامعات المصري سنة 2025، وتعد أول جامعة حكومية داخل العاصمة الإدارية الجديدة، علي أن تتولي إدارتها جامعة حلوان، مع تغير أسمها إلي جامعة العاصمة.

## نبذة
صدر قرار بتغير أسم جامعة حلوان لتصبح جامعة العاصمة، وسيكون الحرم الجامعي الحالي في حلوان فرع تابع للجامعة الجديدة تحت مسمى (جامعة العاصمة - فرع حلوان)، علي أن تقام جامعة العاصمة في العاصمة الإدارية الجديدة علي مساحة 150 فدان.